# كبريتيت البوتاسيوم
كبريتيت البوتاسيوم (ملاحظة 1) هو مركب كيميائي صيغته K2SO3، ويوجد على شكل صلب أبيض اللون.

## التحضير
يحضر أنيون الكبريتيت عادةً من تفاعل ثنائي أكسيد الكبريت مع الماء وفق خطوتين:
{\displaystyle \mathrm {SO_{2}+H_{2}O\longrightarrow HSO_{3}^{-}+H^{+}} }
{\displaystyle \mathrm {HSO_{3}^{-}\leftrightharpoons SO_{3}^{2-}+H^{+}} }
للحصول على ملح البوتاسيوم يمكن مفاعلة محلول كربونات البوتاسيوم مع ثنائي أكسيد الكبريت.
كما يمكن أن يتم التحضير من تفاعل حمض الكبريتوز مع هيدروكسيد البوتاسيوم:
{\displaystyle \mathrm {H_{2}SO_{3}+2\ KOH\longrightarrow K_{2}SO_{3}+2\ H_{2}O} }

## الخواص
يوجد المركب في الشروط القياسية على شكل صلب بلوري أبيض اللون؛ وهو يتفكك إلى كبريتات البوتاسيوم عند التماس مع الهواء الرطب.

## الاستخدامات
يستخدم المركب ضمن المواد المركبة للمظهرات في التصوير الضوئي.
يستخدم المركب في بعض الأحيان ضمن المُضافات الغذائية إلى بعض الأغذية أو المشروبات؛ وله رقم إي E225.

## هوامش
- ملاحظة 1 مرادفات: سلفيت البوتاسيوم